# Luke Whitelock
Luke Whitelock (* 29. Januar 1991 in Neuseeland) ist ein neuseeländischer Rugby-Union-Spieler auf der Position des Flügelstürmers. Seine drei älteren Brüder Adam Whitelock, George Whitelock und Sam Whitelock sind ebenfalls neuseeländische Rugby-Union-Spieler. Außerdem ist sein Vater Braeden Whitelock ein ehemaliger Rugbyspieler für die Junior All Blacks und sein Großvater Nelson Dalzell war ein neuseeländischer Rugbynationalspieler.
Wie seine Brüder ging er auf der Highschool in Feilding zur Schule. Dort war er Mannschaftskapitän der Rugbyauswahlmannschaft der Schule. 2011 führte er die neuseeländische U-20-Nationalmannschaft bei der Rugby-Junioren-Weltmeisterschaft als Kapitän zum Titel. Von 2011 bis 2018 spielte er für die Canterbury RFU in der neuseeländischen Rugbymeisterschaft. Zusammen mit seinen Brüdern Adam, George und Sam, die ebenfalls für Canterbury auflaufen, wurde er 2011 Meister.
Von 2012 bis 2015 absolvierte er 51 Super-Rugby-Spiele für die Crusaders aus Christchurch. 2016 wechselte er zu den Highlanders nach Dunedin, für die er bis 2019 auflief. Seit 2019 steht er in der französischen Top 14 bei Section Paloise unter Vertrag.